# Nanna Ditzel

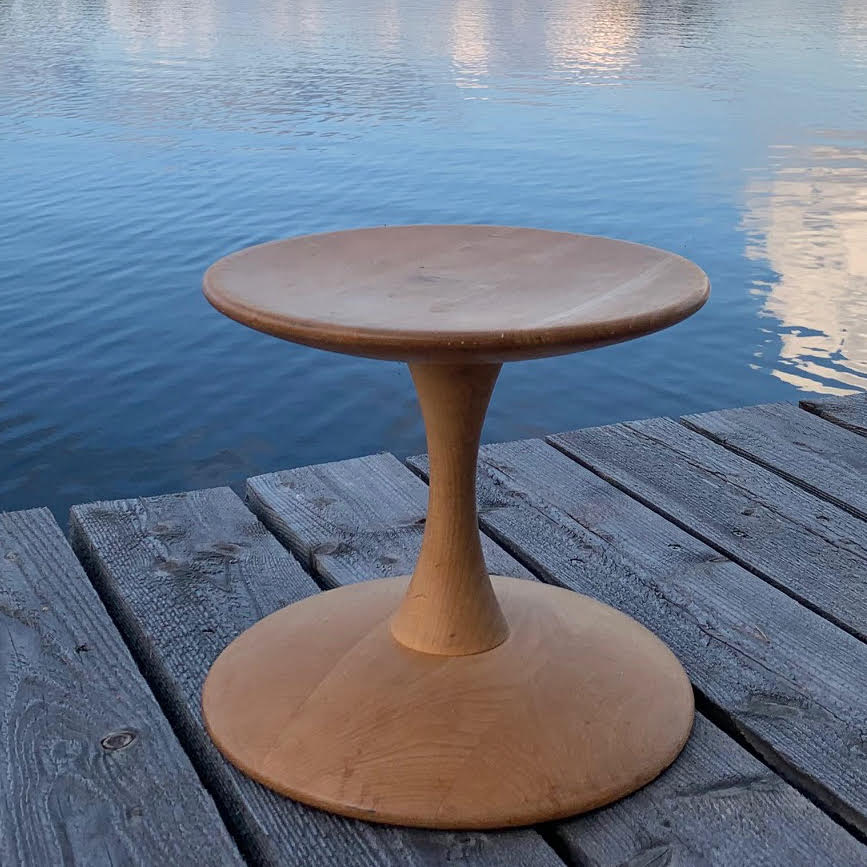
Taburete sapo diseñado en 1962

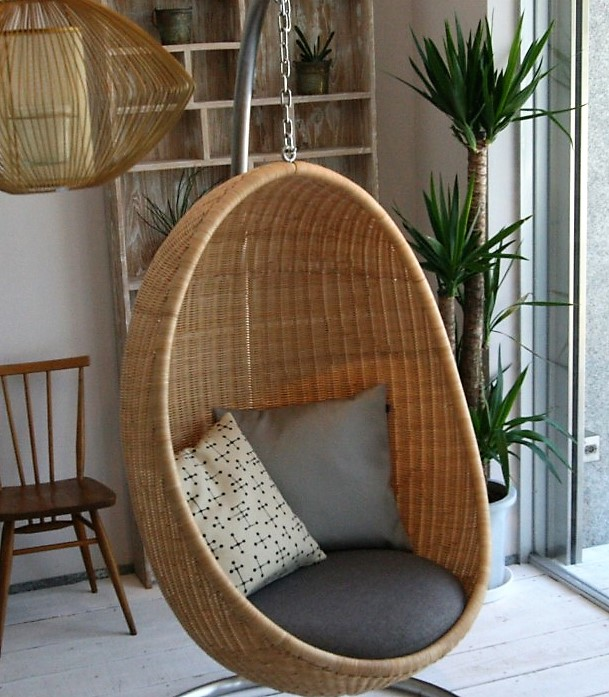
Silla-huevo, colgante.

Nanna Ditzel, de nacimiento Hauberg, (Copenhague, 6 de octubre de 1923 - idem,17 de junio de 2005) fue una diseñadora danesa. 

## Trayectoria
Se formó como ebanista en la Richards Skole y estudió en la Escuela Danesa de Artes y Oficios, donde se graduó en 1946. Allí conoció a su primer marido, el arquitecto Jørgen Ditzel, con quien colaboró estrechamente hasta su muerte en 1961. Utilizó gran diversidad de materiales, como fibra de vidrio, cestería y goma-espuma.  Diseñó muebles, joyas, vajillas y textiles. También realizó diseños de joyas para Georg Jensen y muebles para Frederica .       Era conocida por sus diseños de muebles cómodos y para relajarse, utilizaba colores brillantes y formas sencillas. Fueron especialmente señalados por su funcionalidad y atemporalidad; como muestra, su diseño textil Hallingdal 65 se mantuvo en catálogo de producción desde 1965.

## Diseños principales
- Silla-huevo, colgante  [7]
- Silla Trinidad [8]
- Cuna Lulu
- Mecedora de Nanny
- Banco para dos
- Silla-mariposa
- Taburete y mesa sapo [9]
- Hallingdal - tela para tapicería [10]

## Reconcimientos
- Recibió el  Lunnig Prize (Premio Lunning) en 1956.
- 1991: Medalla C.F. Hansen
- 1998 Beca vitalicia para artistas del Ministerio de Cultura danés